# Yang Yong-eun
Yang Yong-eun, född 15 januari 1972 i Jeju-do i Sydkorea, är en sydkoreansk golfspelare. Han vann PGA Championship 2009. Han blev Asiens förste manliga majorsegrare i golf.